# 青森県農林水産部
青森県農林水産部（あおもりけんのうりんすいさんぶ）は青森県に置かれている知事直轄の部局である。

## 概要
2001年4月1日の組織改編により、農林部を廃止し、農林水産部となった。

## 職務
所掌
青森県部等設置条例（平成28年4月1日条例第10号）第2条第6項に事務分掌が規定されている。
```
（部等の事務分掌）
第2条 部の分掌事務は、次のとおりとする。
（6）農林水産部
一 
農業
、
林業
、
畜産業
及び
水産業
に関する事項。
二 
農地
関係の調整に関する事項。
三 
土地改良
その他の
農村
整備に関する事項。
四 
漁港
に関する事項。
```

## 組織
- 農林水産政策課
  - 総務グループ
  - 経理グループ
  - 企画調整グループ
  - 産業技術高度化推進グループ
  - 農業改良普及グループ
- 総合販売戦略課
- 食の安全・安心推進課
  - 企画調整グループ
  - 安心推進グループ
  - 環境農業グループ
- 団体経営改善課
  - 林業団体指導・管理グループ
  - 農業団体指導グループ
  - 団体検査グループ
- 構造政策課
  - 農地調整グループ
  - 農地活用促進グループ
  - 担い手育成グループ
  - 農村活性化グループ
- 農産園芸課
- りんご果樹課
  - 企画管理グループ
  - 生産振興グループ
  - 流通加工グループ
- 畜産課
  - 企画管理グループ
  - 経営支援グループ
  - 衛生・安全グループ
  - 飼料環境グループ
- 林政課
  - 総務グループ
  - 企画グループ
  - 森林計画グループ
  - 森林環境グループ
  - 森林整備グループ
  - 治山・林道グループ
  - 林産振興グループ
- 農村整備課
  - 総務グループ
  - 経理グループ
  - 管理・換地グループ
  - 企画・調整グループ
  - 計画審査グループ
  - 生産基盤整備グループ
  - 農村環境整備グループ
  - 防災・積算グループ
- 水産局水産振興課
- 水産局漁港漁場整備課
- 青森県病害虫防除所
- 青森県営農大学校